# Mejni grof
Mejni grof je bil izvorno srednjeveški naslov vojaških poveljnikov zadolženih za vzdrževanje obrambe določene mejne pokrajine Svetega rimskega cesarstva ali določene kraljevine. Naslov je v nekaterih fevdalnih rodbinah imperija postal dedni. Naslov so tako nekatere vladarske rodbine v nekaterih delih cesarstva nosile vse do ukinitve imperija leta 1806 (npr.: Mejna grofija Brandenburg, Mejna grofija Baden). 

## Zgodovina
Etimološko ima naziv "mejni grof" osnovo v slovenskem prevodu nemškega plemiškega naziva  (nemško Markgraf), ki pa je sestavljen iz besede Mark, s pomenom  "mejna krajina (območje)" ali marka, ki ji je dodana beseda  graf, ki pomeni plemiški naziv  "grof".  
Mejni grof (markgraf) je na začetku, v srednjem veku, deloval kot vojaški  guverner karolinške mejne krajine  ali marke.  Zaradi teritorialne celovitosti meja suverenega vladarja ali cesarja, je bilo za državno varnost pomembno, da je suveren imenoval vazala (bodisi  grofa ali drugeja plemiča, katerih ozemlje je bilo na meji, za mejnega grofa, in mu s tem dal večjo odgovornost za čuvanje meje.
Večja izpostavljenost mejne pokrajine vojaški nevarnosti ali invaziji je zahtevala, da se je mejnemu grofu zagotovilo večje vojaške sile in večjo avtonomijo delovanja (politično in vojaško), od tistih, ki je bila dodeljena drugim plemičem v kraljevini ali cesarstvu. Tako so mejni grofje običajno imeli sorazmerno večjo politično-vojaško moč kot drugi plemiči. Mejni grofje so vzdrževali večje oborožene sile in utrdbe, potrebne za odvračanje invazije, kar je povečalo njihovo politično moč in neodvisnost v odnosu do monarha.
Večina mejnih krajin ali mark in njihovih mejnih grofov je nastala ob vzhodni meji Karolinškega imperija in njegovega naslednika Svetega rimskega cesarstva. Marke so izgubile svoj prvenstveno vojaški pomen kot mejni teritorij v srednjem veku, vendar so rodbine mejnih grofov postopno spremenile svoje marke v nasledstvene fevde in velikokrat tudi v teritorij imenovan vojvodina.
Ena takšna v začetku marka (mejna Krajina) se je postopno razvila v eno najmočnejših držav v Srednji Evropi:  Mejna grofija Avstrija.  Njeni vladarji, Habsburžani, so sčasoma dobili de facto monopol pri voljenju cesarjev Svetega rimskega cesarstva.  Podedovali so tudi številne vojvodine v glavnem v Vzhodni Evropi in Burgundsko vojvodino.  Avstrija je bila na začetku imenovana v latinščini Marchia Orientalis, torej kot "vzhodna mejna krajina", ker  je takratno ozemlje sedanje Spodnje Avstrije predstavljalo najbolj vzhodni del Svetega rimskega cesarstva, ki pa se je kasneje razširil na ozemlje Ogrov in Slovanov. Marchia Orientalis se je preimenovala v Ostmark, kar pa je bilo nato preoblikovano v ime Ostarrîchi.  Naslednja marka na jugo-vzhodu je nastala kot Štajerska, ki je do danes ohranila ime kot Steiermark.

## Jugovzhodne marke
- Avstrijska marka, (Ostmark)  kasneje povzdvignjena v vojvodino; postala znana kot Avstrija.
- Štajerska marka, (Styria) kasneje povzdignjena v vojvodino.
- Koroška marka (889-1012), kasneje vojvodina.
  - Savinjska marka, pozneje Celjska grofija, nato priključena Štajerski.
  - Dravska marka; pozneje vključena v Štajersko.
- Furlanska marka (776-927)
- Kranjska (927-1071): izločena iz Furlanske marke, priključena Oglejskemu patriarhatu. Kasneje oblikovana kot del  Habsburške posesti in povzdignjena v vojvodino.
  - Slovenska marka, regija Kranjske marke
- Istra (1062-1209): kot mejna grofija izločena iz Koroške, priključena Oglejskemu patriarhatu.
- Verona (1061-1250): oblikovana od cesarja kot darilo, priključena Avstriji.
- Toskana (931-1173): oblikovana od italijanskega kralja Hugh Arleški za njegovega brata, nato priključena cesarstvu.
  - 931-936: Boso  Toskanski
- Mantova (1433–1530)
- Ivrea (888-1015): oblikovana od  Guy III Spoletski

## Rang
Naslov mejni grof, ko ni bil več vojaška služba, se je razvil v plemiški rang  v Svetem (nemškem) rimskem cesarstvu; višji od  grof (graf), in je bil enakovreden nazivom kot so Landgrave, Palatinski grof in Pokneženi grof, vendar nižji od Herzog (Vojvoda) in tudi uradno nižji od Fürst.

## Prevodi
Etimološko je dediščina mejnih grofov med evropskim plemstvom dala naziv markiz, ki je bil uveden v deželah, kjer nikoli ni bilo mejnih grofij, kot je npr. britanski marquess;  v različnih jezikih ima lahko eno ali dve besedi kot npr. : francosko margrave ali marquis. Naziv  margrave/marquis je v vseh državah rangiran pod ekvivalentom za "kneza" (Britanija, Francija, Nemčija, Portugalska, Skandinavija, Španija) ali  "princ" (Belgija, Italija), vendar vedna nad nazivom "grof".
Žena mejnega grofa je  mejna grofica (Markgräfin) v nemščini. V Nemčiji in Avstriji, kjer je bil naziv deden, so ga podedovali vsi sinovi in hčere originalnega nosilca. 
Naslov mejni grof je spodaj v tabeli preveden v jezike, ki razlikujejo margrave od marquis, slednje naj bi bil angleški izraz za kontinentalni rang plemiča enakega britanskemu marquess. 
| Jezik         | Ekvivalent za mejnega grofa | Ekvivalent za mejno grofico |
| ------------- | --------------------------- | --------------------------- |
| Afrikaanščina | Markgraaf/Markies           | Markgravin/Markiesin        |
| Arabščina     | مرزبان                      | -                           |
| Armenščina    | Մարզպետ                     | -                           |
| Katalonščina  | Marcgravi/Marquès           | Marcgravina/Marquesa        |
| Kitaščina     | 藩侯 / 邊區伯爵             | 藩侯夫人 / 邊區伯爵夫人     |
| Hrvaščina     | Markgrof/Markiz             | Markgrofica/Markiza         |
| Češčina       | Markrabě/Markýz             | Markraběnka/Markýza         |
| Danščina      | Markgreve                   | Markgrevinde                |
| Nizozemščina  | Markgraaf/Markies           | Markgravin/Markiezin        |
| Angleščina    | Marquess                    | Marchioness                 |
| Esperanto     | Margrafo/Markizo            | Margrafino/Markizino        |
| Estonščina    | Markkrahv                   | Markkrahvinna               |
| Finščina      | Rajakreivi/Markiisi         | Rajakreivitär/Markiisitar   |
| Francoščina   | Margrave                    | Margrave                    |
| Nemščina      | Markgraf                    | Markgräfin                  |
| Grščina       | Μαργράβος/Μαρκήσιος         | Μαρκησία                    |
| Madžarščina   | Őrgróf                      | Őrgrófnő                    |
| Islandščina   | Markgreifi                  | Markgreifynja               |
| Italijanščina | Margravio/Marchese          | Margravia/Marchesa          |
| Japonščina    | 辺境伯                      | 辺境伯夫人 / 辺境伯妃       |
| Korejščina    | 변경백                      | 변경백부인                  |
| Latinščina    | Marchio                     | Marcisa                     |
| Latvijščina   | Markgrāfs/ Marķīzs          | Markgrāfiene/ Marķīze       |
| Litvanščina   | Markgrafas/ Markizas        | Markgrafienė/ Markizė       |
| Madžarščina   | Őrgróf/Márki                | Őrgrófnő/Márkinő            |
| Norveščina    | Markgreve/ Marki            | Markgrevinne/ Markise       |
| Perzijščina   | Marzoban                    | -                           |
| Poljščina     | Margrabia/ Markiz           | Margrabina/ Markiza         |
| Portugaščina  | Margrave/Marquês            | Margravina/Marquesa         |
| Romunščina    | Margraf                     | -                           |
| Slovenščina   | Mejni grof/ Markiz          | Mejna grofica/ Markiza      |
| Španščina     | Margrave/Marqués            | Margravina/Marquesa         |
| Švedščina     | Markgreve/ Markis           | Markgrevinna/ Markisinna    |
| Vietnamščina  | Hầu                         | -                           |